# Poema del amor y del mar.

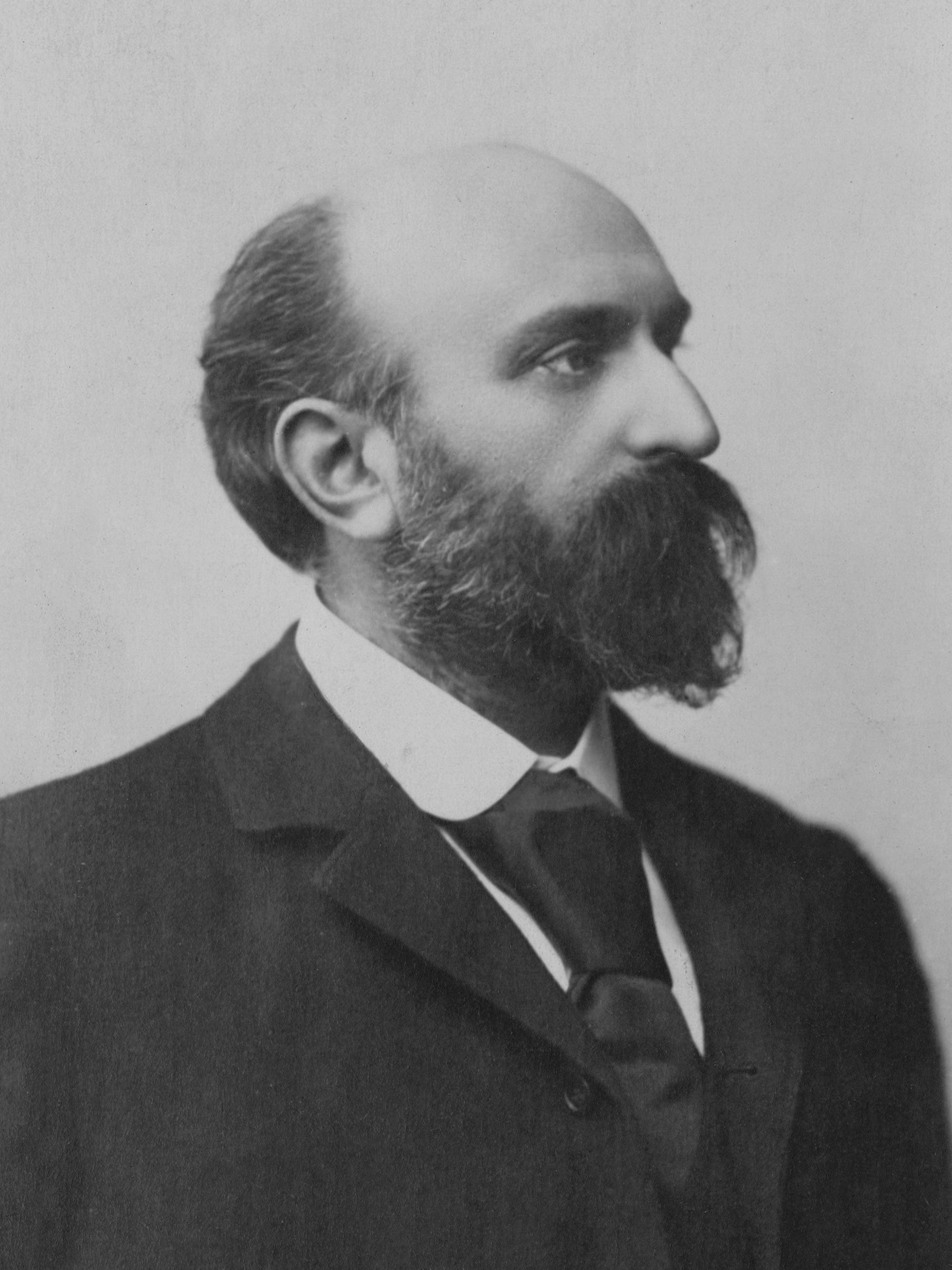
Ernest Chausson en 1897.

El Poema del amor y del mar op. 19 es una composición para una voz y orquesta de Ernest Chausson, escrita entre 1882 y 1892. Dedicada a Henri Duparc, constituye, junto con el Canto perpetuo, la mayor obra del músico para voz y orquesta.
Los textos los tomó de Poèmes de l'amour et de la mer, colección publicada en 1876 por Maurice Bouchor, amigo del compositor. La gestación del Poème de l'amour et de la mer, fue particularmente larga (casi diez años), y no terminó hasta el 13 de junio de 1892.
La obra consta de dos partes claramente separadas por un breve interludio orquestal. Posteriormente Chausson quiso publicar por separado, bajo el título Le Temps des lilas, las últimas cuatro estrofas de la segunda parte․
El estreno tuvo lugar el 21 de febrero de 1893 en Bruselas por el tenor Désiré Demest, con el compositor al piano. La versión con orquesta fue estrenada en París el 8 de abril del mismo año por la orquesta de la Sociedad Nacional de Música bajo la dirección de Gabriel Marie, con Éléonore Blanc, soprano, como solista.
La ejecución de la obra dura algo menos de treinta minutos.

## Grabación famosa
El Poema del amor y del mar fue grabado por Decca el 9 y 10 de mayo de 1955 en el Kingsway Hall en Londres con Irma Kolassi y la Orquesta Filarmónica de Londres bajo la dirección de Louis de Froment OCLC 4803993.

## Los poemas

### La flor de las aguas
El aire está lleno de un exquisito olor a lilas,
que, floreciendo desde lo alto de los muros hasta abajo,
Perfumar el cabello de la mujer.
El mar bajo el sol brillante estará en llamas,
Y sobre la fina arena vienen a besarse
Haz rodar cuchillas deslumbrantes.
Oh cielo cuál de sus ojos debe llevar el color,
Brisa que cantará en las lilas en flor
Para salir todo embalsamado,
Arroyos que mojarán su vestido,
Oh verdes caminos,
Tú que temblarás bajo sus queridos piececitos,
¡Déjame ver a mi amado!
Y mi corazón se elevó en esta mañana de verano;
Porque un hermoso niño estaba en la orilla,
Dejar que los ojos me recorran llenos de claridad,
Y que me sonrió con un aire tierno y salvaje.
Tú a quien la Juventud y el Amor transfiguraron,
Tú me apareciste entonces como el alma de las cosas;
Mi corazón voló hacia ti, te lo llevaste sin retorno,
Y del cielo entreabierto llovieron rosas sobre nosotros.
Que sonido tan triste y salvaje
¡Es el momento de decir adiós!
El mar rueda en la orilla,
burlándose y preocupándose poco
Que sea el momento de decir adiós.
Pasan los pájaros, con las alas abiertas,
sobre el abismo casi gozoso;
En el sol brillante el mar es verde,
Y sangro, en silencio,
Mirando los cielos brillar.
Sangro viendo mi vida
Quién se irá sobre las olas;
Mi alma única es arrebatada de mí
Y el oscuro clamor de las olas
Cubre el sonido de mis sollozos.
Quién sabe si este mar cruel
¿Traerla de vuelta a mi corazón?
Mis ojos están fijos en ella;
El mar canta, y el viento burlón
Se ríe de la angustia de mi corazón.

### La muerte del amor
Pronto la isla azul y alegre
Entre las rocas se me aparecerá;
La isla en el agua silenciosa
Como un nenúfar flotará.
A través del mar de amatista
Suavemente se desliza el barco,
Y estaré feliz y triste
Para recordar tan pronto!
El viento hacía rodar las hojas muertas;
Mis pensamientos
Bagando como hojas muertas,
En la noche.
Nunca tan suavemente el cielo oscuro lo tuvo
¡Las mil rosas doradas de las que cae el rocío!
Una danza aterradora, y las hojas arrugadas,
Y que dejaban un sonido metálico, balseando,
Parecía gemir bajo las estrellas, y expresó
El horror inexpresable de los amores pasados.
Las grandes hayas de plata que besó la luna
Eran fantasmas: toda mi sangre se congeló
Ver a mi amada sonreír extrañamente.
Como cejas de muerte, nuestras cejas habían palidecido,
Y, mudo, inclinado hacia ella, pude leer
Esa palabra fatal escrita en sus grandes ojos: olvido.
El tiempo de las lilas y el tiempo de las rosas
No volveré de nuevo a esta primavera;
El tiempo de las lilas y el tiempo de las rosas
Atrás quedó también el tiempo de los claveles.
El viento ha cambiado, los cielos están sombríos,
Y no correremos más, y recogeremos
lilas florecientes y hermosas rosas;
La primavera es triste y no puede florecer.
Oh ! feliz y dulce primavera del año,
Que vino, el año pasado, a alegrarnos,
Nuestra flor de amor está también marchita,
Lástima! que tu beso no lo puede despertar!
Y tú qué haces ? sin flores en flor,
Ni sol alegre ni sombra fresca;
El tiempo de las lilas y el tiempo de las rosas
Con nuestro amor murió para siempre.